# Henri Colpi
Henri Colpi, né Enrico Colpi le 15 juillet 1921 à Brigue, en Suisse, et mort le 14 janvier 2006 à Menton (Alpes-Maritimes), est un monteur, scénariste et réalisateur français.

## Biographie
Après des études de lettres à Montpellier, il suit les cours de l'IDHEC, dont il sort diplômé en 1946. Il se fait connaître comme monteur au cours des années 1950, collaborant notamment avec Charles Chaplin, Henri-Georges Clouzot et Alain Resnais. Ce dernier l'a également fait travailler les finitions de La Pointe courte d'Agnès Varda, qui l'engagea ensuite pour Du côté de la côte.
Il a longtemps enseigné l'art du montage à l'Institut national supérieur des arts du spectacle et des techniques de diffusion de Bruxelles. Colpi a également écrit "Dégradation d'un art : le montage" dans un dossier des Cahiers du cinéma sur le montage.
Son premier film Une aussi longue absence, sur un scénario de Marguerite Duras, obtient la Palme d'or au festival de Cannes 1961 après avoir reçu le prix Louis-Delluc l'année précédente.
Ami proche de Georges Brassens depuis leur adolescence à Sète, il est l'auteur des paroles de la chanson Heureux qui comme Ulysse (BO du film éponyme) interprétée par Brassens sur une musique de Georges Delerue. Toujours sur une musique de ce dernier, il a également écrit Trois petites notes de musique, chanson interprétée par Cora Vaucaire dans son film Une aussi longue absence.

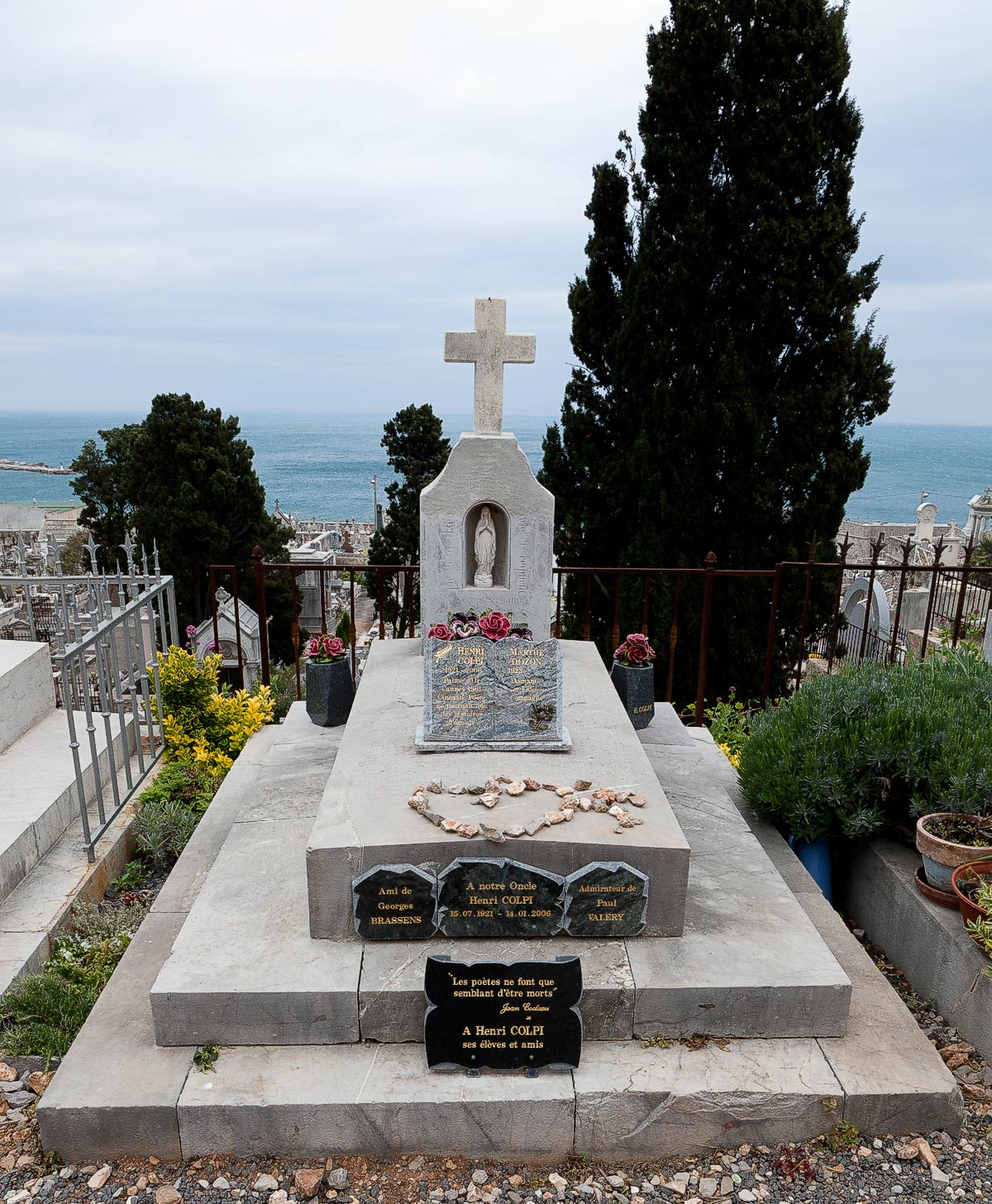
Tombe d'Henri Colpi au cimetière marin de Sète.

Il est inhumé au cimetière marin de Sète, non loin de la tombe de Paul Valéry.

## Filmographie sélective

### Cinéma
- 1951 : Superpacific (court métrage) de Pierre Maudru : montage
- 1952 : Si ça vous chante de Jacques Loew : montage
- 1956 : Le Mystère Picasso d'Henri-Georges Clouzot : montage
- 1955 : La Pointe courte d'Agnès Varda : montage en collaboration avec Alain Resnais
- 1957 : Un roi à New York  de Charlie Chaplin : assistant-montage
- 1958 : Du côté de la côte d'Agnès Varda : montage avec Jasmine Chasney[3]
- 1959 : Hiroshima, mon amour d'Alain Resnais : montage
- 1959 : Paris la belle de Pierre Prévert : montage
- 1961 : L'Année dernière à Marienbad d'Alain Resnais : montage
- 1961 : Une aussi longue absence : réalisation
- 1963 : Codine : réalisation et scénario
- 1967 : Mona, l'étoile sans nom : réalisation et scénario
- 1970 : Heureux qui comme Ulysse : réalisation, scénario et dialogues (dernier long-métrage avec l'acteur Fernandel)
- 1976 : Chantons sous l'Occupation d'André Halimi : montage
- 1982 : L'Hirondelle et la Mésange : montage confié à Colpi par la Cinémathèque française de ce film d'André Antoine de 1920 qui n'avait jamais été monté ni projeté
- 1982 : Le Grand Frère de Francis Girod : montage
- 1983 : La Fuite en avant : montage
- 1983 : L'Été meurtrier de Jean Becker : scénario

### Télévision
- 1969 : Thibaud ou les Croisades (seconde saison)
- 1969 : Fortune
- 1970 : Noëlle aux quatre vents, avec Pierre Mondy et Rosy Varte
- 1972 : Les Évasions célèbres
- 1973 : L'Île mystérieuse
- 1975 : Le Pèlerinage
- 1982 : Le Château de l'Amarallys : réalisation

### Acteur
- 1988 : L'Enfance de l'art de Francis Girod
- 1990 : Lacenaire de Francis Girod
- 1995 : Leçon de vie de Boris Lehman

## Distinctions

### Récompenses
- Prix Louis-Delluc 1960 pour Une aussi longue absence
- Festival de Cannes 1961 : Palme d'or pour Une aussi longue absence
- Festival de Cannes 1963 : Prix du scénario pour Codine
- Prix Armand-Tallier 1964 pour Défense et illustration de la musique dans le film
- Prix Kinema Junpo 1965 pour Une aussi longue absence :
  - Meilleur film de langue étrangère
  - Meilleur réalisateur de langue étrangère

### Décorations
- Commandeur de l'ordre des Arts et des Lettres (2006)[4]